# Pictures at an Exhibition (DVD)
Pictures at an Exhibition è un DVD del concerto live della band di rock progressivo Emerson, Lake & Palmer, svoltosi il 9 dicembre del 1970 al Lyceum Theatre di Londra. Dopo la registrazione del concerto che la band tenne al Lyceum Theatre di Londra, la band ascoltando il nastro in previsione di un album e un video dal vivo da realizzare con il nome Pictures at an Exhibition non rimase contenta dell'esecuzione, quindi decise di registrare una nuova versione dell'opera pianistica di Modest Petrovič Musorgskij, l'occasione arrivò il 26 marzo 1971 durante il concerto che gli ELP tennero a Newcastle City Hall nel North East England. Alla fine si optò per la registrazione del 9 dicembre 1970 per la realizzazione del solo video, mentre per la pubblicazione del disco si utilizzò quella del 26 marzo 1971 a Newcastle City Hall nel North East England.

## Tracce
1. Promenade (Musorgskij)
2. The Gnome (Musorgskij/Palmer)
3. Promenade reprise (Mussorgskij/Lake)
4. The Sage (Lake)
5. The Old Castle (Musorgskij/Emerson)
6. Blues Variations (Emerson Lake and Palmer)
7. Promenade reprise 2 (Musorgskij)
8. The Hut of Baba Yaga part one (Musorgskij)
9. The Curse of Baba Yaga (Emerson Lake and Palmer)
10. The Hut of Baba Yaga part two (Musorgskij)
11. The Great Gates of Kiev (Mussorgskij/Lake)

### Formazione
- Keith Emerson - tastiere
- Greg Lake - basso, chitarra, voce
- Carl Palmer - batteria